# Chrysargyre

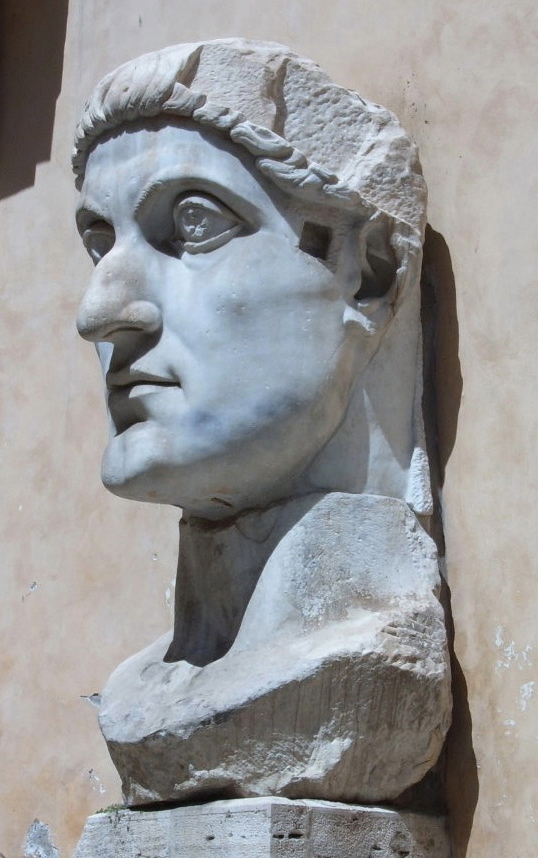
L'empereur Constantin, créateur du chrysargyre (buste des Musées capitolins, Rome)

L'impôt chrysargyre ou chrysargyron, terme dérivé des mots grecs arguros, αργυρος (argent) et chrusos, χρυσος (or), était établi dans l'Empire romain d'Orient puis dans l'Empire byzantin.
Cet impôt en monnaie romaine touchait ceux qui vivaient de la vente, il concernait le commerce, l'artisanat et l'activité manuelle (métiers),,. Cette taxe sur les profits commerciaux instituée par Constantin fut supprimée par l'empereur Anastase Ier, en 498.

## Description
Compte tenu de la nature de l'impôt tous ceux qui avaient une fabrique ou une boutique, qui achetaient des matières premières pour les vendre ensuite transformées, ou des produits manufacturés pour les livrer simplement aux consommateurs étaient soumis à l'impôt. Le chrysargyre était une contribution que devaient payer « les commerçants et tous ceux qui vivent de la vente, à quelques exceptions près en particulier les paysans ou les propriétaires terriens qui vendent les produits de la terre, les servants de la messe romaine, les médecins, les professeurs de peinture vendant leurs propres œuvres et – dans certaines limites – les vétérans et les clercs ».
Cependant, le fermier, lorsqu'il pratiquait le commerce des blés, n'y échappait pas et l'ouvrier n'en était affranchi que s'il était au service d'un maître. Le savetier, dans son échoppe, ainsi que le peintre, parce que sa provision de couleurs se vendait sous forme de tableaux, étaient aussi ponctionnés. Puisque le chrysargyre était prélevé sur le revenu de tout capital autre que celui du terrain (voir cadastre, l'agriculture et la non-culture), le préteur sur gages, la prostituée et même parfois le mendiant n'en étaient pas exempts. Il touchait donc particulièrement les populations urbaines. Sa perception s'appuyait sur les collèges corporatifs des divers métiers, collèges existants ou spécialement créés.
(Son environnement est celui de la période du déclin de l'Empire Romain, cet impôt était assorti de deux autres : l'or coronaire de la couronne d'or due par les vaincus (aurum coronarium) devenu la taxe due par les décurions des cités et la contribution imposée aux sénateurs de l'or oblatice (aurum oblaticium, or offert).)

## Origine
L'origine de cet impôt reste obscure. Selon Suétone, Caligula aurait introduit à Rome des impôts sur le commerce et l'artisanat. Des impôts similaires sont connus en Égypte et « il est probable que chaque cité avait parmi ses taxes locales quelque impôt du même genre ». Aucun de ces cas cependant ne peut éclairer la création de l'impôt prélevé au Bas-Empire. Selon Zosime son créateur serait Constantin, mais le témoignage de l'historien grec du VIe siècle n'est pas totalement fiable. Les historiens modernes pensent que le chrysargyre est antérieur à 325-326 puisque Constantin en fit la remise à l'occasion de sa vicennale, et l'on s'accorde en général à le considérer comme le créateur de l'impôt,. Selon Jean-Michel Carrié, « il ne s'agissait donc pas d'une nouveauté aussi radicale qu'ont pu le faire croire des opposants païens récupérant à des fins idéologiques l'impopularité bruyante de cet impôt » car finalement le chrysargyre n'était que l'extension aux revenus non fonciers et aux populations urbaines des pratiques de prélèvement en métaux précieux qui avaient commencé avec les réquisitions pratiquées sous la Tétrarchie.

## Nom et périodicité d'un impôt décrié
D'abord désigné sous le nom d'aurum negotiatorium (« or du commerce »), cet impôt prit le nom grec de chrysargyre, parce qu'il se percevait en or (χρυσος) ou en argent (αργυρος), ou celui d'« or lustral », aurum lustrale, lustralis collatio, functio auraria, parce qu'il était perçu tous les quatre ans. Dans de nombreuses sources littéraires le retour de l'année du chrysargyre est présenté comme une perspective très difficile et terrible : l'impôt paraît insupportable et sa récurrence fatidique. Toutefois la documentation papyrologique égyptienne laisse plutôt penser à un prélèvement annuel, quoi qu'il en soit au Ve siècle son prélèvement par fraction annuelle est bien attesté. 
Outre le témoignage de Libanios celui de Zosime insiste sur le poids de cet impôt et lui attribue des conséquences tragiques : pour échapper à la flagellation et aux tortures les contribuables incapables de payer auraient vendu ou prostitué leurs enfants, toutefois le témoignage de Zosime sur Constantin est extrêmement partial et polémique puisque Zosime, resté fidèle au polythéisme, attribue au chrétien Constantin les malheurs de son époque et en brosse un portrait très négatif. Son tableau de villes ruinées et en déclin n'est pas corroboré par l'archéologie.

## Abolition
Cette taxe a été abolie par Anastase Ier dans tout l'Empire romain d'Orient en l'an 498. La suppression du chrysargyre par Anastase pourrait s'expliquer par une volonté de stimuler les échanges urbains au détail, la mesure prenant place dans une politique budgétaire globale et cohérente — les rentrées en or sont attendues désormais des zones rurales et du commerce international — elle-même liée à une réforme monétaire. Dans la péninsule italienne, le chrysargyre aurait cependant encore été appliqué durant le gouvernement des Ostrogoths et Visigoths, jusqu'à ce qu'ils soient vaincus par Bélisaire. Heraclius semble avoir réintroduit cet impôt dans le monde byzantin.